# Referendum in Ungheria del 1990
Il referendum in Ungheria del 1990 si tenne il 29 luglio 1990, per chiedere agli elettori se il Presidente della Repubblica dovesse essere eletto direttamente dal popolo. 
Sebbene la proposta sia stata approvata dall'85,9% dei votanti, l'affluenza fu solo del 14%, con conseguente nullità del referendum per il mancato raggiungimento del quorum. Di conseguenza, il presidente è continuato ad essere eletto dall'Assemblea nazionale.

## Risultati
| Preferenza                              | voti      | %    |
| --------------------------------------- | --------- | ---- |
| Sì                                      | 926.823   | 85,9 |
| No                                      | 152.076   | 14,1 |
| Schede bianche/nulle                    | 9.069     | –    |
| Totale                                  | 1.087.968 | 100  |
| Elettori registrati/affluenza alle urne | 7.820.161 | 14,0 |
| Fonte: Nohlen & Stöver                  |           |      |